# Albertosaure
L'albertosaure (Albertosaurus, 'llangardaix d'Alberta' en llatí) és un gènere de dinosaure teròpode tiranosàurid que visqué a l'oest de Nord-amèrica durant el període Cretaci superior, fa més de 70 milions d'anys. L'espècie tipus, A. sarcophagus, estava limitada al que actualment és la província canadenca d'Alberta, a la qual deu el nom el gènere. Els científics no es posen d'acord sobre el contingut del gènere, i alguns reconeixen Gorgosaurus libratus com una segona espècie.
|                 | Tyrannosaurinae                                               |
|                 |                                                               |
| Albertosaurinae | \| \| Albertosaurus \| \| \| \| \| \| Gorgosaurus \| \| \| \| |
|                 | \| \| Albertosaurus \| \| \| \| \| \| Gorgosaurus \| \| \| \| |
|                 | Albertosaurus                                                 |
|                 |                                                               |
|                 | Gorgosaurus                                                   |
|                 |                                                               |

|  | Albertosaurus |
|  |               |
|  | Gorgosaurus   |
|  |               |